# Eliška Mintálová
Eliška Mintálová (Žilina, 23 de marzo de 1999) es una deportista eslovaca que compite en piragüismo en la modalidad de eslalon.
Ganó dos medallas en el Campeonato Mundial de Piragüismo en Eslalon, en los años 2021 y 2023, y una medalla de oro en el Campeonato Europeo de Piragüismo en Eslalon de 2022.

## Palmarés internacional
| Campeonato Mundial | Campeonato Mundial             | Campeonato Mundial | Campeonato Mundial |
| Año                | Lugar                          | Medalla            | Competición        |
| ------------------ | ------------------------------ | ------------------ | ------------------ |
| 2021               | Bratislava (Eslovaquia)        | Medalla de bronce  | K1 por equipos     |
| 2023               | Londres (Reino Unido)          | Medalla de plata   | K1 individual      |
| Campeonato Europeo |                                |                    |                    |
| Año                | Lugar                          | Medalla            | Competición        |
| 2022               | Liptovský Mikuláš (Eslovaquia) | Medalla de oro     | K1 individual      |